# Duinger Berg
Der Duinger Berg ist ein bis 331 m ü. NHN hoher Höhenzug des Niedersächsischen Berglands im Landkreis Hildesheim in Niedersachsen (Deutschland).

## Geographische Lage
Der Duinger Berg liegt im Westteil des Leineberglands, einem nördlichen Teil des Niedersächsischen Berglands. Mit seiner Hauptkuppe, dem Babenstein, erstreckt er sich auf etwa 7,5 km Länge im Dreieck der Ortschaften Eime, Alfeld und Duingen. Er liegt zwischen Deinsen und Lübbrechtsen im Norden, Rott, Hoyershausen und Lütgenholzen im Osten, Brunkensen im Südosten, Coppengrave im Süden, Duingen im Südwesten sowie Weenzen und Marienhagen im Nordwesten.
Die Hauptkuppe des Duinger Bergs ist der Babenstein (331 m ü. NHN), etwas weiter südöstlich befindet sich der Kikedal (319 m ü. NHN).
Nordwestlich vom Duinger Berg erstreckt sich der Thüster Berg, östlich der Külf, südöstlich der Reuberg und westlich der Ith, der teils zum Naturpark Weserbergland Schaumburg-Hameln zählt. Das Tal der Glene, ein südwestlicher Zufluss der Leine, leitet zum Reuberg über.

## Geologie und Landschaftsbild
Der Duinger Berg ist eine Auffaltung aus Thüster Kalkstein. An der steil abfallenden Nordostflanke befinden sich, meist im Wald versteckt, mehrere Kalksteinklippen, wie die nahe dem Dorf Rott am Babenstein gelegenen Rotter Klippen und zudem gibt es im Südosten solche am Ausgang der Wolfsschlucht. Im Nordwestteil des Höhenzugs gibt es aufgelassene Kalksteinbrüche. Zudem wurden in kleinen Teilflächen Kalkschutthalden festgestellt.
Der Duinger Berg ist dicht insbesondere von Laubwald bestanden.

## Verkehrsanbindung und Wandern
Vorbei am Duinger Berg führen im Nordwesten die Bundesstraße 240 und etwas östlich die Bundesstraße 3. Über den Höhenzug verlaufen der Ith-Hils-Weg, der Kansteinweg und der Pottlandweg. Über seine Kamm läuft ein Wanderweg von Marienhagen nach Brunkensen. Am 3. Oktober 2016 wurde am Lübbrechtser Steinbruch der Leinebergland-Balkon (⊙) eröffnet. Die Schutzhütte mit Aussichtsplattform steht etwa 100 m über dem Külftal. Von dort fällt der Blick in das nordöstliche Leinebergland, nach Alfeld bis nach Hannover und zum Brocken.